# Kvarnasjön (Hömbs socken, Västergötland)
Kvarnasjön är en sjö i Tidaholms kommun i Västergötland och ingår i Göta älvs huvudavrinningsområde.